# Edward Rosenberg

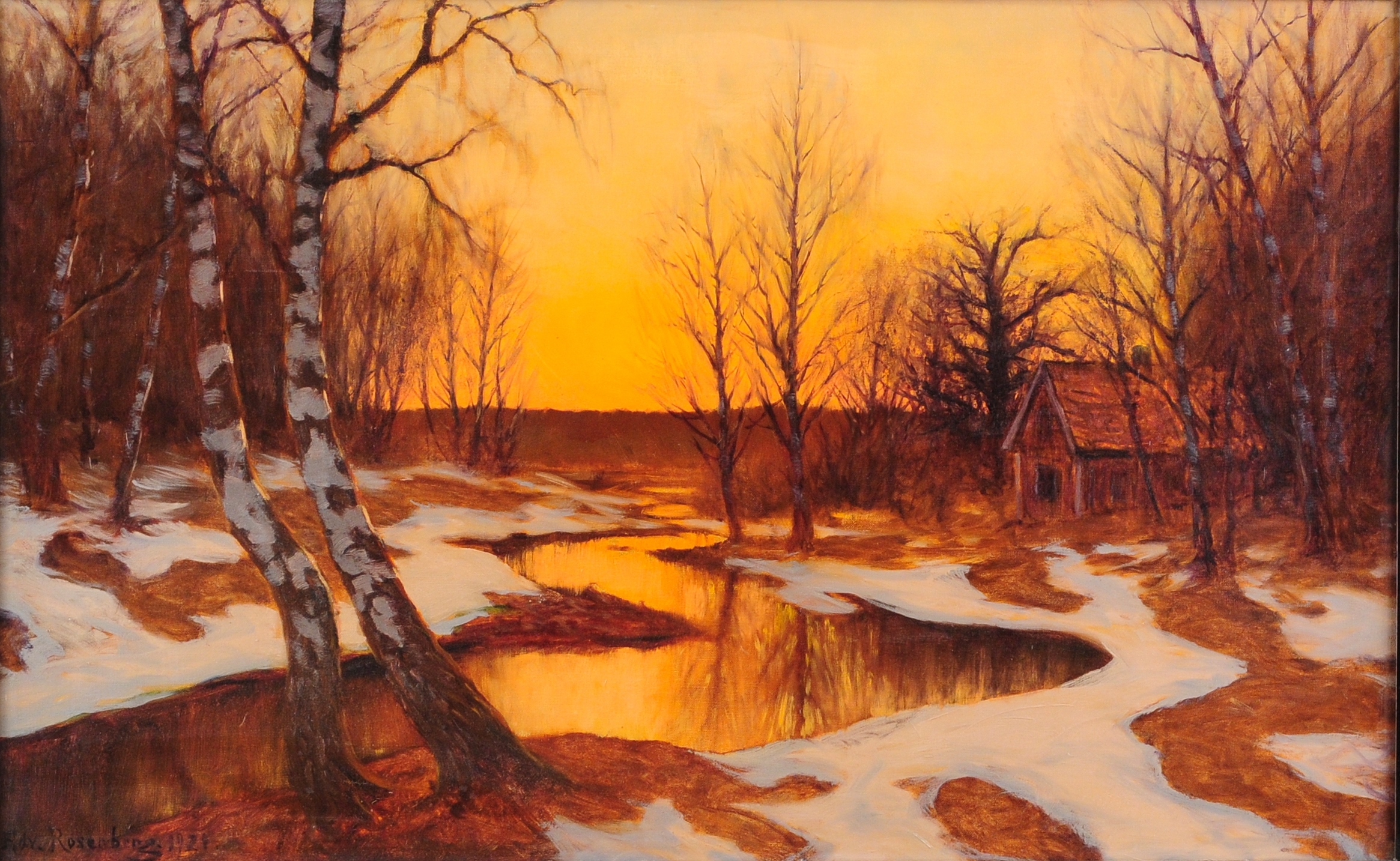
Solnedgång i vinterlandskap (1921) av Edward Rosenberg. Han målade den i ett flertal versioner.

 Edward Axel Johan Rosenberg, född 1 april 1858 i Maria Magdalena församling i Stockholm, död 3 mars 1934 i Hedvig Eleonora församling i Stockholm, var en svensk konstnär. Han var en framstående tolkare av svensk natur och valde gärna sina motiv från landskap runt Mälaren och vintermotiv. Han tillhörde 1890-talets stämningsmålare. 
Han var gift med Annie Louise Charlotte (född Ståhle). De fick sonen Carl Gustaf Edward 1883, känd som arkitektur- och kulturfotografen C. G. Rosenberg (död 1957).

## Liv och verk
Edward Rosenberg studerade vid Konstakademien 1879–1882. År 1882 fick han Kunglig medalj för tavlan Ekskog i middagsbelysning. Han vistades därefter två år i Paris och i målarkolonin Carolles vid kusten i Normandie; efter det bodde han enbart i Sverige. På salongen i Paris, där han sedan 1883 ställde ut flera gånger, fick han 1886 hedersomnämnande för Vårvinter, ett motiv från Stockholmstrakten. Hans målning Marskväll visades i München 1901 och blev hans största framgång även internationellt. 1901 blev han också ledamot av Konstakademien. Rosenberg är representerad vid bland annat Nationalmuseum i Stockholm  och Norrköpings konstmuseum.
Makarna Rosenberg är begravda på Norra begravningsplatsen utanför Stockholm.